# Epipemphigus imaicus
Epipemphigus imaicus är en insektsart. Epipemphigus imaicus ingår i släktet Epipemphigus och familjen långrörsbladlöss. Inga underarter finns listade i Catalogue of Life.